# Eisenkirche

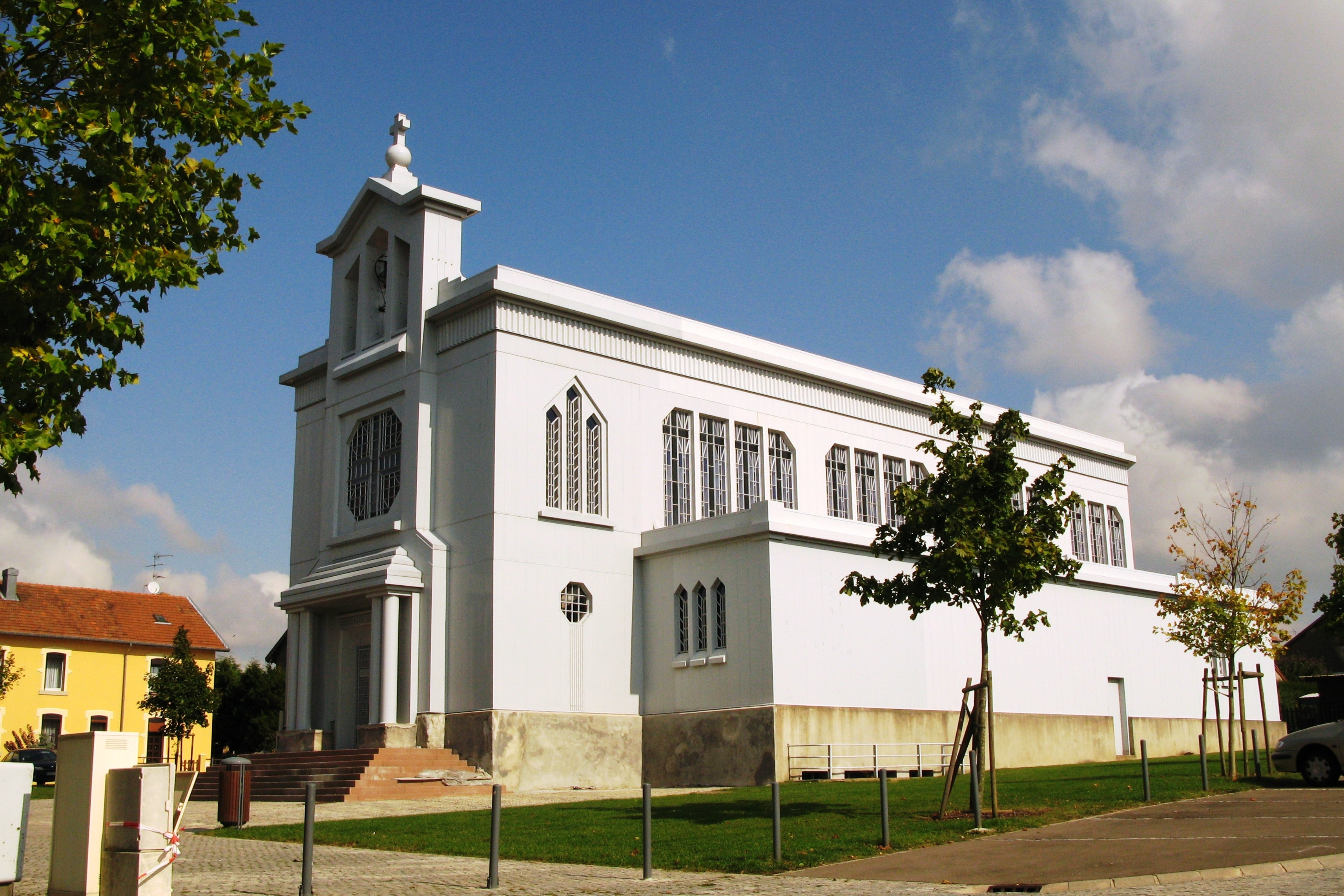
Eisenkirche in Crusnes, Frankreich

Eine Eisenkirche ist ein aus vorgefertigten Bauelementen aus Wellblech oder Gusseisen bestehendes Kirchengebäude. 

## Geschichte

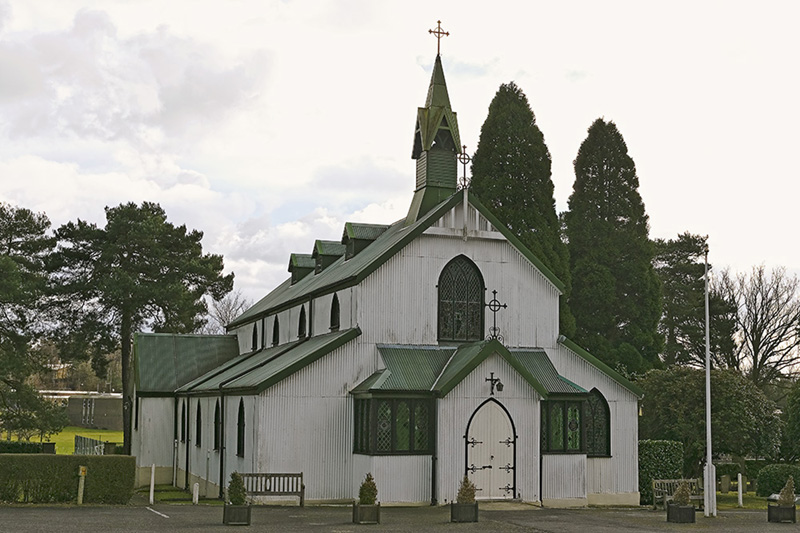
Die Garnisonskirche St. Barbara von Deepcut, erbaut 1901 aus Wellblech, ist eine der größten noch heute existierenden Eisenkirchen im Vereinigten Königreich.

Erste Exemplare aus Wellblech, einem damals sehr modernen Baustoff, wurden gegen Ende des 19. Jahrhunderts in Großbritannien hergestellt. Diese tin tabernacle, tin church oder iron church genannten „Selbstbaukirchen“ verhalfen neu entstehenden Gemeinden schnell zu eigenen Versammlungsgebäuden (die aber später meist durch Kirchen aus Stein ersetzt wurden) oder wurden in entfernte Kolonien wie Australien verschifft. Auch Gustave Eiffel, der Erbauer des Eiffelturms, entwarf solche Kirchen, die auf die Philippinen und nach Peru und Mexiko geliefert wurden.
Bedroht von Korrosion und Abriss haben nur wenige Eisenkirchen bis heute überlebt. Eine der wenigen verbliebenen Eisenkirchen und gleichzeitig eine der größten ist die bulgarisch-orthodoxe Kirche St. Stefan in der türkischen Metropole Istanbul, deren gusseiserne Bauteile Ende des 19. Jahrhunderts in Wien hergestellt wurden.